# Leon Machère
Leon Machère (bürgerlich Rustem Ramaj, * 16. April 1992 in Prizren, SFR Jugoslawien) ist ein deutsch-albanischer Webvideoproduzent, Rapper und Schlagersänger.

## Leben
Am 16. November 2011 erstellte Rustem Ramaj seinen YouTube-Kanal Leon Machère. Unter dem Namen AlbarazzTV veröffentlichte er darauf einige Songs, bevor er ein Prank-Comedy-Format daraus werden ließ. So drehte er diverse Videos mit ApoRed und wurde langsam in der Szene populär. Auf YouTube erreichte er über 2,4 Millionen Abonnenten.
Am 18. Dezember 2016 kündigte er durch Instagram sein Rapalbum F.A.M.E. an, und am 17. März 2017 veröffentlichte er es nach längerer Verkaufsförderung über Chapter ONE. Es hält den Negativrekord als auf Amazon am schlechtesten bewertetes Rapalbum. Dennoch erreichte das Album Platz 15 der deutschen Albencharts.
Am 27. Juli 2018 veröffentlichte er seine Single Copacabana, die bis heute knapp 100 Millionen Aufrufe auf YouTube und die Top 20 der deutschen und österreichischen Charts erreichte.
Anfang 2020 entfachte der YouTuber MiiMii mit seiner Reihe Payback etliche Diskussionen rund um viele von Ramajs Prank-Videos, durch die sein Kanal groß geworden war. In dreißig Payback-Videos, welche bis Ende 2021 erschienen, analysierte MiiMii die Pranks und andere Videos von Ramaj und lieferte Beweise dafür, dass viele Pranks, die als authentisch dargestellt wurden, geplant und inszeniert waren.
Im Sommer 2021 nahm Machère an der 2. Staffel von Kampf der Realitystars – Schiffbruch am Traumstrand auf RTL II teil. 2023 nahm er an Das große Promi-Büßen Teil und belegte den 3. Platz.
Er betreibt außer seinem Hauptkanal Leon Machère auch noch den Zweit-YouTube-Kanal Leon Machete, auf dem er jedoch bisher nur 2 Videos veröffentlicht hat.

## Diskografie
Studioalben

| Jahr | Titel Musiklabel     | Höchstplatzierung, Gesamtwochen, AuszeichnungChartplatzierungen (Jahr, Titel, Musiklabel, Platzierungen, Wochen, Auszeichnungen, Anmerkungen) | Höchstplatzierung, Gesamtwochen, AuszeichnungChartplatzierungen (Jahr, Titel, Musiklabel, Platzierungen, Wochen, Auszeichnungen, Anmerkungen) | Höchstplatzierung, Gesamtwochen, AuszeichnungChartplatzierungen (Jahr, Titel, Musiklabel, Platzierungen, Wochen, Auszeichnungen, Anmerkungen) | Anmerkungen                         |
| Jahr | Titel Musiklabel     | DE | AT | CH | Anmerkungen                         |
| ---- | -------------------- | --- | --- | --- | ----------------------------------- |
| 2017 | F.A.M.E. Chapter ONE | DE15 (1 Wo.)DE | AT30 (1 Wo.)AT | CH65 (1 Wo.)CH | Erstveröffentlichung: 24. März 2017 |

## Strafverfahren
- Im März 2017 eskalierte ein spontaner Auftritt des Künstlers auf dem Königsplatz in Augsburg, wo sich in relativ kurzer Zeit eine Fangruppe von über 1200 Personen versammelte. Diese nicht genehmigte Veranstaltung musste von der Polizei aufgelöst werden, woraufhin Ramaj die Polizisten durch penetrantes Duzen beleidigte sowie sie in späteren Videos als „Scheißpolizisten“ beschimpfte. Dafür wurde er ein Jahr später zu 130 Tagessätzen zu je 250 Euro, insgesamt 32.500 Euro verurteilt. Dagegen legte er Rechtsmittel ein, erschien jedoch nicht zur Gerichtsverhandlung, weshalb die Strafe schließlich rechtskräftig wurde.[9]
- Im August 2018 wurde erneut ein Strafbefehl gegen ihn erlassen. Bei einem sogenannten „Prank“ in Hamburg fuhr er mit Blaulicht und Martinshorn durch die Stadt und forderte Passanten auf, sich auszuziehen. In einem weiteren Video täuschte er vor Polizisten eine Straftat vor, indem er mit einer Deospraydose so tat, als würde er ein Graffiti sprühen. Insgesamt wurde gegen ihn wegen Vortäuschung einer Straftat und Amtsanmaßung ein Strafbefehl in Höhe von 37.500 Euro erlassen.[10] Nach einem Einspruch wurde das Verfahren wegen Vortäuschens einer Straftat und Amtsanmaßung gegen die Zahlung einer Geldauflage in Höhe von 25.000 Euro eingestellt.[11]